# Pharaoh: A New Era
Pharaoh: A New Era là tựa game xây dựng thành phố được hãng Triskell Interactive thiết kế và do Dotemu phát hành.  Đây là phiên bản làm lại của Pharaoh (1999).

## Lối chơi
Người chơi xây dựng một thành phố ở Ai Cập cổ đại. Là một phiên bản làm lại, trò chơi bám sát bản gốc. Đồ họa được cập nhật và người chơi có thể phóng to để xem cận cảnh. Thông thường, các nhà tuyển dụng sẽ đến từng nhà để tìm người thất nghiệp để giao việc. A New Era có thể tùy ý bỏ qua nhữngn hà môi giới và chiêu mộ nhân công từ một nhóm toàn cầu, như trong Zeus: Master of Olympus.  A New Era cũng đi theo mùa lũ của sông Nile.

## Phát triển
Sau khi Triskell Interactive giới thiệu một trò chơi xây dựng thành phố cho Dotemu, Dotemu hỏi họ liệu họ có muốn làm lại một tựa game xây dựng thành phố khác hay không. Triskell đã chọn Pharaoh, và Dotemu đã cấp phép cho tựa game này từ hãng Activision. Dotemu phát hành Pharaoh: A New Era vào ngày 15 tháng 2 năm 2023.

## Đón nhận
Pharaoh: A New Era nhận được đánh giá tích cực trên Metacritic. Rock Paper Shotgun nói rằng mặc dù trò chơi này thiếu một số tính phức tạp của những tựa game hiện đại, nhưng nó là "phiên bản hoàn hảo của một trò chơi kinh điển lạnh lùng". NPR đã gặp phải một số lỗi và cho rằng đồ họa mới trông quá giống một trò chơi di động, nhưng họ cho biết nó vẫn là một trò chơi xây dựng thành phố bổ ích. Gamepressure cho biết phiên bản làm lại là "một cơ hội tuyệt vời để khám phá lại tác phẩm kinh điển vượt thời gian này", mặc dù họ nhận thấy một số thành phần giao diện người dùng cần được cải thiện. Shacknews cảm thấy một vài lối chơi có phần cổ xưa nhưng nhìn chung gọi đó là "sự thay đổi xuất sắc của một trò chơi kinh điển".